# Milovský rajón
Milovský rajón (ukrajinsky Міловський район) byl rajón v Luhanské oblasti na Ukrajině. Hlavním městem bylo Milove a rajón měl přibližně 16 tisíc obyvatel. 

## Sídla v rajónu
- Milove